# Barfleur
Barfleur è un comune francese di 662 abitanti situato nel dipartimento della Manica nella regione della Normandia.

## Geografia fisica
Fa parte del cantone di Quettehou nella circoscrizione (arrondissement) di Cherbourg-Octeville.

## Società

### Evoluzione demografica
Abitanti censiti